# Adam & Eve (film)
Adam & Eve (National Lampoon's Adam & Eve) è un film commedia statunitense del 2005 diretto da Jeff Kanew.

## Trama
Adam è un ragazzo che va al college, vive in una casa con altri suoi quattro amici e lavora come portapizze.
Un giorno, per strada, Adam incontra Eve e, bloccando il traffico, scende dall'auto solo per parlarle, rapito dalla sua bellezza; la sera stessa si ritrova a dover portare una pizza proprio alla confraternita dove vive la ragazza. Qui le chiede il numero e da quel momento cominciano a frequentarsi.
Eve è una ragazza vergine, vista di cattivo occhio dalle altre ragazze e anche presa in giro da alcune delle compagne di confraternita.
Passato un po' di tempo, Adam prova a fare l'amore con lei, ma lei non vuole, rivelandogli che è ancora vergine e che aspetta l'uomo e il momento giusto per farlo la prima volta. Nonostante sappia che lei dia molta importanza a questa cosa, Adam prova diverse volte a farla cedere, ma le sue avances vengono fermamente rifiutate mentre i suoi amici lo prendono in giro e gli consigliano di lasciarla.
Passano nove mesi, e ogni giorno Adam è sempre più frustrato, così, sotto consiglio di un suo compagno, decide di tentare il tutto per tutto e, con una caccia al tesoro romantica, le dichiara il suo amore, dicendo le fatidiche parole "Ti amo", ma lei non cede neanche questa volta; e, dopo un furioso litigio, si rifugia in un bar, ubriacandosi.
Qui, una ragazza, Patty, che ad una festa ha tentato di conquistarlo, approfitta dello stato del ragazzo per portarlo a letto. 
Il giorno dopo, si ritrova nel suo letto con la ragazza e, anche se non ricorda nulla, capisce di aver commesso un terribile sbaglio ed è pentito. Si accorge, inoltre, di aver contratto un'infezione ed è indeciso se dirlo o meno ad Eve.
Nel frattempo, Eve decide di fare il grande passo e dal comportamento di Adam capisce che lui le sta nascondendo qualcosa, e messo alle strette, è costretto a confessarle la verità.
Adam entra in uno stato di depressione nel quale non esce più di casa e si rifugia nella sua stanza, ma dopo qualche giorno gli amici lo costringono a seguirli alla fiera del lavoro, dove Patty gli confessa che tra i due non è successo niente, in quanto lui era troppo ubriaco.
Anche Eve non sta bene e, parlandone con il padre, decide di dargli un'altra opportunità e di perdonarlo, così si reca all'abitazione di Adam e fanno pace, continuando con loro storia d'amore non più platonica.